# Brachyhesma houstoni
Brachyhesma houstoni är en biart som beskrevs av Exley 1968. Brachyhesma houstoni ingår i släktet Brachyhesma och familjen korttungebin. Inga underarter finns listade.

## Bildgalleri

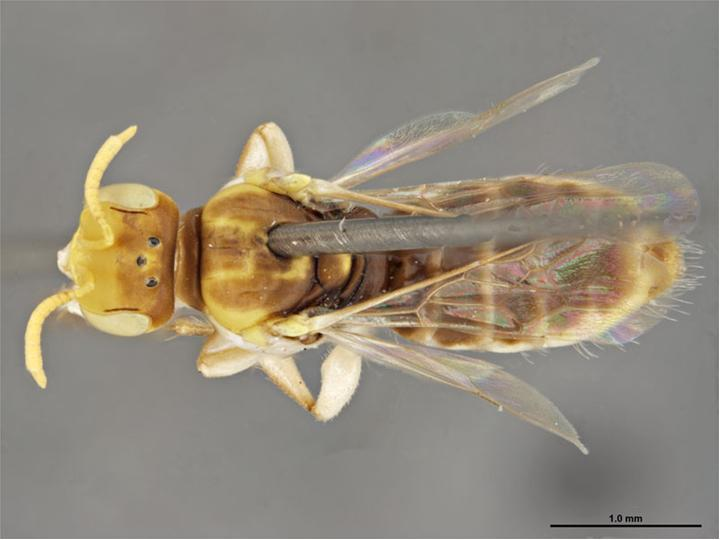